# Пиклбол
Пиклбол (енгл. pickleball) је спорт са рекетом или палицом у којем два (сингл) или четири (дублови) играча ударају перфорирану, шупљу пластичну лоптицу преко 34 in-високе (0,86 m) мреже док једна страна не буде у стању да врати лоптицу или не учини прекршај. Пиклбол се игра у затвореном и на отвореном. Измишљена је 1965. године као дечија игра у дворишту у Сједињеним Државама, на острву Бејнбриџ у држави Вашингтон. Године 2022, пиклбол је проглашен за званични државни спорт Вашингтона. 
Иако личи на тенис и стони тенис, пиклбол има специфична правила, рекете и димензије терена. Терен је дугачак 13,41 m и широк 6.01 м, а рекет је већи од оног који се користи у стоном тенису. Тврда пластична лоптица која се користи у пиклболу производи мањи одскок од тениских лоптица. На свакој страни мреже налази се 7 ft подручје (2,1 m) које се назива зона без волеја (или кухиња ), где лоптица мора да одскочи пре него што се удари. Правила одређују бодовање, где само сервер може постићи поен. Минимална количина одскока, зоне без волеја и замах испод руке којим се изводе сви сервиси дају игри динамичан темпо.
Између 1965. и 2020., пиклбoл је постао популаран спорт у северозападном региону Пацифика у Сједињеним Државама, а популарност је почела да расте и другде. У 2021, 2022. и 2023. години, спорт је проглашен за најбрже растући спорт у Сједињеним Државама од стране Удружења за спортску и фитнес индустрију, а до 2023. године процењено је да ће имати преко 4,8 милиона играча. Растућа популарност овог спорта приписује се његовој краткој кривуљи учења, привлачности широком распону узраста и нивоа кондиције, и ниским трошковима покретања. Сада постоје хиљаде турнира у пиклболу широм Сједињених Држава, укључујући Национално првенство САД и Отворени турнир САД, заједно са две професионалне турнеје и једном професионалном лигом. Пиклбол такође расте у популарности ван Сједињених Држава: постоји неколико других националних и међународних такмичења.

## Етимологија
Игра је настала 1965. године на острву Бејнбриџ у Вашингтону, у летњој кући Џоела Причарда, који је касније служио у Конгресу Сједињених Држава и као потгувернер Вашингтона .  Причард и двојица његових пријатеља, Барни Мекалум и Бил Бел, заслужни су за осмишљавање игре и успостављање правила.
Према Џоан Причард, супрузи Џоела Причарда, „Име игре је постало Pickle Ball  након што сам рекла да ме подсећа на чамац са киселим краставцима у посади где су веслачи бирани између остатака других чамаца.“  Други извори наводе да је назив "pickleball" изведен од имена породичног пса Причард, Пикeлс. Причардови су изјавили да је пас дошао након што је игра већ добила име, а то је пас који је добио име по игри пиклбол.  Рекли су да је забуна настала када је репортер који је интервјуисао Причардове раних 1970-их одлучио да би читаоцима било лакше да се повежу са псом, а не са чамцем за киселе краставце. Представници САД Пиклбол тврде да су истраживања са њихове стране потврдила да је пас Пикелс рођен након што је игра већ добила име. 
Џенифер Лукоре и Беверли Јангрен, ауторке књиге Историја пиклбола: Више од 50 година забаве!, кажу да нису могли коначно да утврде да ли је игра названа по псу или је пас назван по игри.  Међутим, открили су и трећу могућност: Билл Белл је тврдио да је дао име игри јер је уживао да удара лопту на начин који би свог противника ставио у кисели краставчић. 
Убрзо након што је игра измишљена, неки од оснивача њених проналазача и њихови пријатељи донели су пиклбол лоптицу на Хаваје, где је игра постала позната као пукабол. Пука, што на хавајском значи "рупа", прво се користило за означавање лопте, пошто пиклбол лоптице имају бројне рупе, а касније се користило за саму игру. 

## Историја

### Изум
Када су се Причард и Бел једног суботњег поподнева 1965. вратили са голфа, досађивали су својим породицама.  Покушали су да поставе бадминтон, али нико није могао да нађе лопту . Причард и Бел су изазвали своју децу да осмисле сопствену игру. Одрасли и деца су завршили на терену за бадминтон и почели да експериментишу са различитим лоптицама и рекетима, укључујући и рекете за стони тенис. Мрежа за бадминтон 5-foot (1,5-metre) је на крају спуштена на ниво кукова како би се прилагодила вођењу лопте. 
У почетку се сматрало да је Виффле лопта идеална, али се касније показало да је Цосом Фун Балл издржљивија и пружа боље искуство играња.  Рекети за стони тенис су брзо замењени већим, издржљивијим рекетима од шперплоче направљеним у оближњој шупи.    Мекалум је наставио да експериментише са различитим дизајном рекета у подрумској радионици свог оца у Сијетлу .  Један рекет, које је назвао "М2", или МцЦаллум 2, постао је рекет избора за већину раних играча игре. 

### Пикл Бол, Инц.
Убрзо након стварања, пиклбол је постао популаран међу локалним суседима и рођацима проналазача. Године 1968. Причард је, заједно са Мекалумовим сином Дејвидом и још двојицом пријатеља, основао Пикл Бол, Инц.  Компанија је поднела свој први годишњи извештај 1972. године,  отприлике у исто време када су ставили жиг на име Пиклбол .  Компанија је производила дрвене рекете и комплете за пиклбол како би задовољили потражњу за овим спортом.  Интересовање за пиклбол је наставило да расте и шири се са северозапада Пацифика у топлије области док су „ снежне птице “ донеле спорт на југ у Аризону, Калифорнију, Хаваје и Флориду. Године 2016. Пикл Бол, Инц. је купио PickleballCentral.com,  који послује под корпоративним именом Олла, ЛЛЦ.
Турнир одржан 1976. у Атлетском клубу Соутхцентер у Туквилу, у Вашингтону, сматра се првим формалним турниром у пиклболу. Џоел Причард га је прогласио за „Прво светско првенство у пиклболу“ и помињао га је у јулском издању Тенис магазина 1976. године.  Америчка аматерска асоцијација пиклбол (УСАПА) је формирана 1984. године, када су објавили први званични правилник за овај спорт и одржали прво национално првенство у дубловима у Такоми, Вашингтон . До 1990. спорт се играо у свих 50 држава.  Године 2001. туршија је укључена као показни спорт на Олимпијске игре за сениоре у Аризони (АСО) са 100 учесника. Турнир у пиклеболу одржан је у Хаппи Траилс РВ Ресорту у Сурприсеу, Аризона, и у року од пет година укључио је 275 учесника. Укључивање пиклбола у АСО сматрало се значајним доприносом расту турнира у Сједињеним Државама. 
Америчко национално првенство у пиклболу одржава се у близини Палм Спрингса у Калифорнији, а ко-домаћин је Лари Елисон, суоснивач и извршни директор компаније Орацле и власник Теннис Гардена у Индијан Велсу, где се играју од 2018.  Претходно су играни у Аризони, од 2009. до 2017. године. Турнир је под надзором Пиклбол асоцијације САД; сама реинкорпорирана са ажурираним правилником 2005. након оснивања 1984.   Отворено првенство САД у пиклболу се игра у другом центру пиклбола, Напуљу, Флорида, и почело је 2016.  Процене за активне играче су порасле на 3,3 милиона у 2019. што је 10% више у односу на 2016.  Од 2021. године било је 58 земаља чланица које надгледа Међународна федерација пиклбол .  Ажурирано: 2022. </link></link> у Сједињеним Државама постоји преко 8000 локација за пиклбалл. 

### Званично признање
Државни сенатор Џон Ловик предложио је нацрт закона којим би пиклбол постао званични спорт државе Вашингтон 2021. Пиклбол је тада проглашен званичним државним спортом Вашингтона 2022. године од стране државног законодавства. Гувернер Џеј Инсли је 28. марта 2022. године потписао закон на првобитном суду породице Притцхард где је овај спорт измишљен.  

### Раст
Од свог оснивања, број људи који играју пиклбол растао је сваке године, а након 2010. пиклбол је почео да се помиње као један од најбрже растућих спортова у Сједињеним Државама. Почевши од 2019. године, сматра се да је пандемија ЦОВИД-19 подстакла раст спорта јер су људи тражили алтернативе активностима у затвореном простору.   Године 2021. и 2022. Удружење спортске и фитнес индустрије (СФИА) је званично објавило да је пиклбол две године заредом постала најбрже растући спорт у Сједињеним Државама. Током тих година број играча се повећао за скоро 40% на 4,8 милиона играча.</link>
НБА играч Леброн Џејмс, пензионисани квотербек НФЛ-а Дру Брис и предузетник Гери Вајнерчук су уложили у професионалне тимове за пиклбол, ширећи изложеност овог спорта.  
Том Брејди, један од најпознатијих и најуспешнијих америчких квотербекова у историји Националне фудбалске лиге (НФЛ) и четворострука освајачица гренд слем турнира, Ким Клајстерс, заједно су основали тим МЛП (Мајор Лига Пиклбол).
Раст пиклбола се приписује неколико фактора, укључујући; 
- Нови играч може почети да ужива у спорту при првом представљању
- Људи различитих узраста и физичких способности могу заједно да уживају у игри
- Опрема је релативно јефтина ако је доступан јавни терен
- У спорту се развио снажан друштвени аспект
- Искуство у другим рекет спортовима може се лако пренети на пиклбол
- Такмичарски играчи сматрају да су стратешки аспекти спорта узбудљив изазов

Поред тога, постављање нових отворених терена је релативно јефтино у поређењу са другим рекет спортовима. За један тениски терен је потребно преко три пута више простора и грађевинског материјала од терена за пиклбол. Неискоришћени тениски терени се лако могу претворити у више терена за пиклбол или означити за двоструку употребу.</link>
Анализа осигурања из 2023. показала је да су са растућом популарношћу спорта, повреде и трошкови лечења расли. 

## Терен и опрема

### Терен
Регулациона величина терена је 20 ft (6,1 m) за 44 ft (13 m) и за дубл и за сингл, исте величине као терен за бадминтон за дубл. Линија 2,13 м од мреже је линија без волеја . 6,7 метара од мреже, основна линија означава спољну границу простора за игру. Подручје ограничено линијом без волеја, бочним линијама и мрежом, укључујући линије, познато је као зона без волеја или "кухиња". Подручје између неволеј линије и основне линије је сервисни терен . Средишња линија дели терен за сервис на леву и десну страну.  Регулисани турнири и утакмице се обично играју на специјализованој полиуретанској спортској подлози; међутим, терени су често постављени на бетонским, астротурф и затвореним кошаркашким теренима. 

### Мрежа
Мрежа је 36 in (0,91 m) висока на крајевима и 34 in (0,86 m) висока у центру. Мрежни стубови треба да буду 22 ft (6,7 m) од унутрашњости једног стуба ка унутрашњости другог стуба.  Мреже за пиклбoл могу бити од најлона, полиестера и винила. Најлон је лаган и издржљив, док се полиестер лако одржава. Винилне мреже су издржљиве, али могу бити скупље. Квалитет материјала директно утиче на издржљивост и перформансе мреже.

### Лопта
Лопта за бејзбол је била оригинална лопта коришћена када је игра измишљена. Пиклбол САД (УСАП) и Међународна федерација пиклбол (ИФП) су од тада усвојиле специфичне стандарде лоптица јединствене за пиклбол. Лопте морају бити направљене од издржљивог обликованог материјала са глатком површином и морају имати између 26 и 40 равномерно распоређених кружних рупа. Морају тежити између 78 and 935 oz (2.200 and 26.500 g) и мери између 287 and 297 in (7.300 and 7.500 mm) у пречнику. Турнири одобрени од стране УСАП-а и ИФП-а морају да бирају са листе унапред одобрених лопти које се налазе на веб локацијама УСАП-а и ИФП-а. 
Лопте са мањим рупама се генерално користе за игру на отвореном како би се минимизирали ефекти ветра, али свака одобрена лопта се може користити за игру у затвореном или на отвореном. 

### Рекет или палица
За санкционисане игре, УСАП и ИФП стандарди за величину рекета кажу да комбинована дужина и ширина рекета не смеју да пређу 24 in (0,61 m) ; дужина не може бити већа од 17 in (0,43 m) .  Нема захтева у погледу дебљине или тежине. Рекет мора бити направљено од нестишљивог материјала и површина рекета мора бити глатка. Рекети који се користе на одобреним турнирима морају бити на листи унапред одобрених рекета која се налазе на веб локацијама УСАП и ИФП. 

## Редослед игре
Сваки поштен начин одређивања ко ће први сервирати и са које стране је прихватљив.

### Објављивање резултата и сервирање
Резултат објављује пре сваког сервиса службено лице или сервер.
У дублу: резултат има три дела; резултат тима који сервира, резултат тима који прима и број сервера, "1" или "2" који означава да ли је сервер први или други сервер тима који сервира. Први сервер у игри се увек сматра другим сервером тима који сервира и може назвати број сервера "старт" или "2". Почетни скор у дублу се објављује као "нула нула два".
У синглу: Партитура има два дела; резултат играча који сервира и резултат играча који прима. Почетни резултат у синглу се увек објављује као "нула нула".
Игра починје сервисом који мора бити под руком и испод линије струка. Први сервис у игри долази са десног сервисног терена или терена за "парни сервис".

### Правило два одскока
Сервис мора пасти у дијагонални терен за сервис на противничкој страни мреже (види дијаграм "добар сервис"). Прималац сервиса мора дозволити да лоптица једном одскочи пре него што врати лоптицу на сервереву страну мреже. Када прималац врати лоптицу преко мреже, страна која сервира такође мора дозволити да лоптица једном одскочи пре него што врати лопту на страну која не сервира. Ово је познато као правило два одскока . 
Након прва два повратка, било која страна може да удари лоптицу волејем - то јест, врати је пре него што се одбије. Лоптица никада не може одскочити више од једном пре него што се врати. Ниједан играч не сме да удари лоптицу док стоји у зони без волеја или додирује било коју од линија око зоне без волеја.

### Бодовање у пиклболу:
1. Ко може освојити поене: У пиклболу, само тим који сервира може освојити поене. Ако тим који прима сервис освоји размену, они не освајају поен, али преузимају право сервирања.
2. Како се освајају поени: Поен се осваја када противнички тим направи грешку, као што је ударање лоптице ван терена, ударање лоптице у мрежу или кршење правила не-волеј зоне.
3. Како се игра завршава: Игра се обично игра до 11 поена, али тим мора имати предност од најмање два поена да би победио. На пример, ако је резултат 10-10, тим мора освојити два узастопна поена да би победио с резултатом 12-10. У неким турнирима или специјалним форматима игре, циљни број поена може бити 15 или 21.
4. Редослед сервирања: У двоструком мечу, оба играча у тиму који сервира имају прилику да сервирају и освајају поене док не направе грешку. Први сервис сваке нове игре долази из десне/парне стране терена. Када тим који сервира освоји поен, сервер мења стране. Ако тим који сервира направи грешку, право сервирања прелази на другог играча у тиму. Када оба играча у тиму изгубе право сервирања, сервис прелази на противнички тим.
5. Позивање резултата: Пре сваког сервиса, сервер мора наглас изговорити резултат. Први број је резултат тима који сервира, а други број је резултат примајућег тима. [55]

### Остатак игре
Сервер наставља да сервира, наизменично између десног и левог сервисног терена све док његов тим не направи грешку.
Парови: На почетку игре парова, страни која прва сервира је дозвољена само једна грешка пре него што је њихова страна "аут", што се зове бочни аут, и сервис прелази на свог противника. Након првог страног аута у игри, свакој екипи су дозвољене две грешке пре него што се дозове бочни аут, дозвољавајући сваком од играча у тиму дублова да сервира пре него што сервис пређе на другу екипу. Други сервер тима мора да настави да се мења између десног и левог сервисног терена са места где је његов партнер стао. На пример, ако је последњи сервис њиховог партнера био из десног терена за сервис, други сервер мора да почне да сервира на левом терену за сервис. Након извођења са стране, први сервис се увек покреће из десне области за сервирање .
Појединачно: Аут са стране се позива сваки пут када страна која сервира направи грешку. Ако је резултат играча који сервира паран (укључујући нулу), он мора сервирати са десног или парног терена за сервис; у супротном, мора сервирати са леве, или непарне, сервисне линије. У зависности од тренутног скора, први сервис после аута са стране може бити са десне или леве сервисне површине.
Прва страна која постигне 11 поена и води са најмање два поена, побеђује у игри.  Турнирске игре се могу играти на 11, 15 или 21 поен са играчима који ротирају стране са 6, 8 или 11 укупних поена.